# Junki Mawatari
Junki Mawatari (japanisch 馬渡 隼暉 Mawatari Junki; * 3. Oktober 1996 in Toyama) ist ein japanischer Fußballspieler.

## Karriere
Mawatari erlernte das Fußballspielen in der Jugendmannschaft von Kataller Toyama. Seinen ersten Vertrag unterschrieb er 2015 bei Kataller Toyama. Der Verein spielte in der dritthöchsten Liga des Landes, der J3 League. Für den Verein absolvierte er 18 Ligaspiele. Im August 2017 wurde er an den Amitie SC Kyoto (heute: Ococias Kyoto AC) ausgeliehen. 2019 kehrte er zu Kataller Toyama zurück.